# Василиј Фјодорович
Василиј Фјодорович фон Баумгартен (Санкт Петербург, 17. октобар 1879 — 13. мај 1962, Буенос Ајрес) био је руски и југословенски архитекта, војни инжењер, генерал Беле армије и Југословенске краљевске војске.

## Биографија
Василиј је рођен у Санкт Петербургу 1879. године. Дипломирао је на Александровом кадетском корпусу, 1900. године у Николајевској инженерској школи, а 1905. на Никовајевској инжењерској академији у Санкт Петербургу.
Током руско-јапанског рата Василиј Баумгартен служио је у инжењерском одељењу тврђаве Владивосток. У периоду од 1908. до 1914. радио је у градској управи Санкт Петерсбурга. Био је доцент на Војно-инжењерској академији и школи на одељењу грађевинске уметности.
Баумгартен  је учествовао у изградњи Главног морског и артиљеријског полигона, заједно са Владимиром Алишковим, саграђеном у периоду од 1913. до 1914. године у дворцу грофа Петра Стенбока-Фермора у Петербургу. Изградио је и приватне куће у Павловску.
За време Првог светског рата, у чину пуковника, именован је за начелника инжењерске јединице штаба Треће армије Западног фронта. Награђен је орденима Св. Станислава II и III степена, Св. Ане II и III степена и Св. Владимира IV степена.
У септембру 1918. године постао је члан Белог покрета, а у јануару 1919. постао је начелник инжењерске опреме Денкенске добровољачке војске.
Између осталог, Баумгартен је постао учесник изложбе Удружења руских уметника у Краљевини СХС (1928) и Велике изложбе руских уметника (1930) у Београду. У периоду од 1930. до 1931. године био је члан београдске уметничке групе К. Р. У. Г. (четка - резач - угаљ - кувар). Био је на челу Друштва за узајамну помоћ које су створили студенти Николајевске инжењерске академије и школе. Друштво је било део IV одељења Руске војне уније Врангел (РОВС).
Преминуо је 13. маја 1962. године. Сахрањен је на Британском гробљу у Буенос Ајресу.

### Породица
Василиј Баумгартен се оженио непосредно пре револуције у Русији. Супруга Ксенија (Кика) Михајловна Бенуа је у браку са Баумгартен била од 1894. до 1965. године. Ксенија је била нећакиња уметника, историчара уметности и критичара Александра Бенуа. По причи унуке Марине, Ксенија и Василиј су имали синове.

## Избеглиштво

### Југославија
У новембру 1920. године у саставу штаба врангелове Руске армије, која се повлачила, евакуисан је из Севастопоља у Истанбул. Служио је као корпусни инжењер Првог војног корпуса у Галипољу. Касније је емигрирао у Краљевину Срба, Хрвата и Словена.
У Београду је радио као главни архитекта у Морнаричком министарству са звањем генерал - мајора Југословенске краљевске војске, али и на архитектонском одељењу Министарства грађевинарства. Познат је пре свега као аутор пројеката зграде Генералштаба и Руског дома у Београду.

### Аргентина
У Југославији се дуго сматрало да архитекта није преживео Други светски рат, иако датум и место његове смрти није било утврђено. Међутим, касније се показало да је након 1945. године Вилхелм Баумгартен емигрирао са својом породицом у Аргентину.
Последње године свог живота провео је у Буенос Ајресу. Тамо је Баумгартен био председник Друштва Галипоља у Јужној Америци (од 1951. године - одељење Друштва Галипоља у Аргентини), а од 1949. године шеф одељења РОВС.

## Пројекти
Главни архитектонски пројекти које је реализовао Василиј Баумгартен у Југославији суː
- (стара) зграда Генералштаба Краљевине Југославије у Београду (изграђена у периоду од 1924. до 1928 године. ), укључена у Списак споменика културе Србије
- Дом официра у Скопљу у Македонији (1925 – 1929.; у јулу 1963. године зграда је уништена у разорном земљотресу, а 2016. требало је да буде завршена обнова)
- Кућа Мите Лукића у општини Вождовца у Београду (1931)
- Конак (вила) у манастиру Грачаница на Косову и Метохији код Приштине (1933)
- Зграда Руског дома названа по цару Николају II у Београду (1931 – 1933)
- Зграда Државне хипотекарне банке у  Ваљеву (1939)
- Зграда Државне хипотекарне банке у Панчеву (1940; заједно са инжењером Солодовим)

Ставове Василија Баумгартена можемо протумачити по његовим речима, које је рекао у априли 1933. године у присуству чланова краљевске породице на челу са краљицом Конзоратом Маријом, премијером Миланом Сршкићем, истакнутим представницима југословенске интелигенције, на свечаном отварању његовог пројекта Руског дома. Тада је Баумгартен изјавио:
 „Студије Руског дома служећи одвојено за рад јавних организација руских уметника, музичара, сликара и писаца - у њиховој општој, хармоничкој целини требало би да допринесу уједињењу министара руске и југословенске уметности, што би нас све довело до несумњиво бујног процвата словенске уметности и културе у предстојећим светлим временима Уједињених великих Словена.” 